# Café Corsari
Café Corsari was een praatprogramma op de Vlaamse televisiezender Eén, gepresenteerd door Freek Braeckman en Tomas De Soete en was een coproductie van Eyeworks en het intern productiedepartement VRT Productie.
De eerste aflevering werd uitgezonden op 15 oktober 2012. De laatste aflevering op 25 juni 2015. Het programma nam de plaats in van De laatste show dat tot de zomer van 2012 door Woestijnvis aan één werd geleverd. Het programma liep elke week op vier weekavonden, van maandag tot donderdag om halftien 's avonds. Het derde seizoen werd steeds rond 22 uur uitgezonden. Het werd uitgezonden vanuit het Antwerpse Zuiderpershuis. De opvolger van het programma was Van Gils & gasten, een programma met Lieven Van Gils, dat liep van 2015 tot 2019.
De titel van het programma is een eerbetoon aan het Vlaams televisiemonument Tony Corsari. Het programma haalde gemiddeld tussen 450.000 en 700.000 kijkers.

## Seizoenen

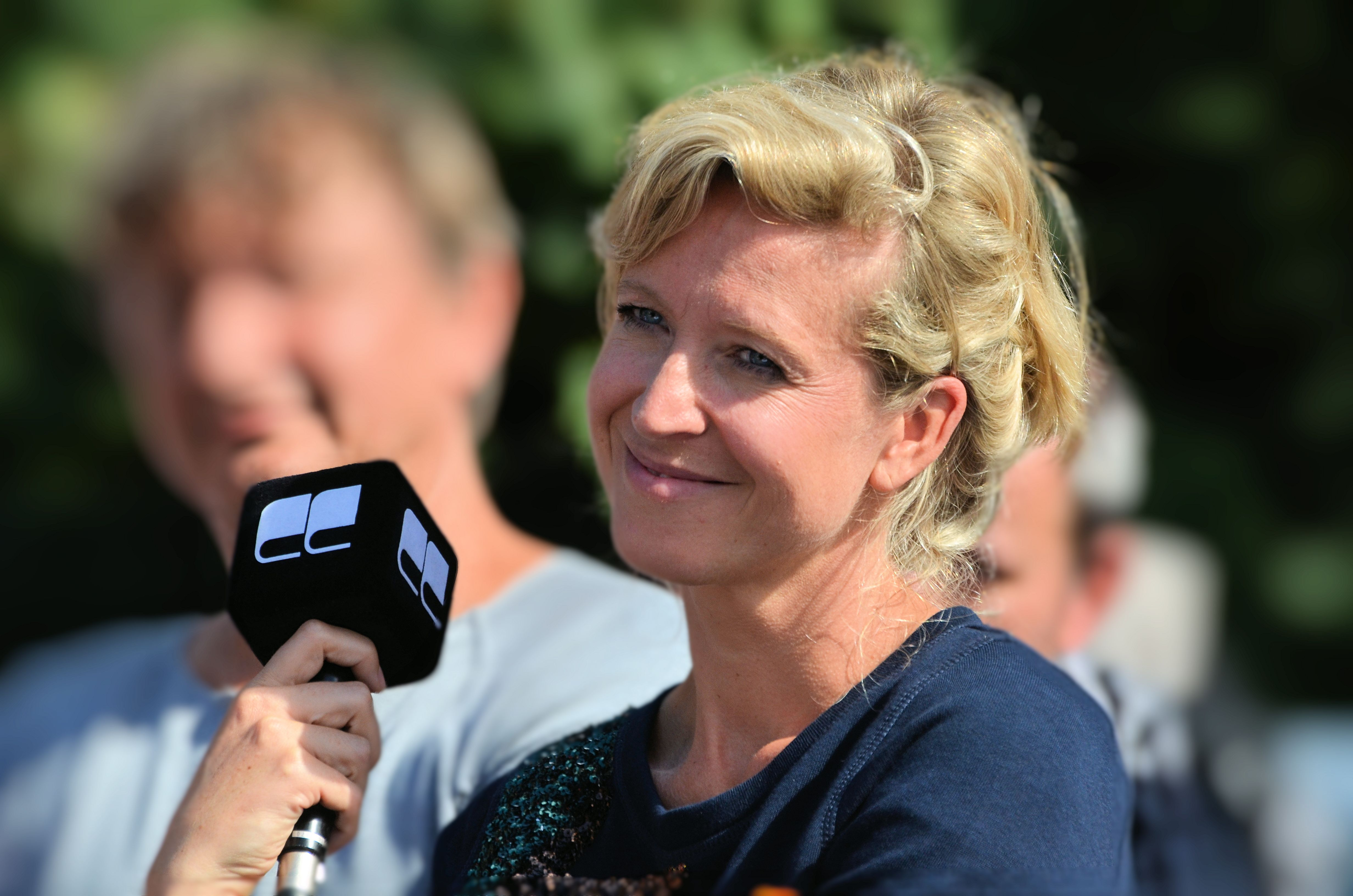
Cath Luyten was in seizoen 1 en 2 de "vliegende reporter" van Café Corsari

### Seizoen 1 (2012-2013)
De eerste aflevering werd uitgezonden op 15 oktober 2012. De uitzending had een cafédecor. Cath Luyten was een vaste gast die als 'vliegende reporter' erop uitgestuurd werd om verslag te doen van gebeurtenissen. Op 12 december 2012 werd het programma gepresenteerd vanuit het Sportpaleis voor het afscheid van Kim Clijsters. Voor de gelegenheid heette het "Café Clijsters". Tijdens de uitzending van 7 maart 2013 kondigde Sandra De Preter, gedelegeerd bestuurder van de VRT aan dat er een tweede seizoen kwam.

### Seizoen 2 (2013-2014)
Het tweede seizoen startte op 2 september 2013. Op 5 september was er, in aanloop naar de atletiekwedstrijd Memorial Van Damme 2013, een speciale uitzending ter ere van de hoogspringster Tia Hellebaut die een half jaar eerder afscheid had genomen van haar sport.

### Seizoen 3 (2014-2015)
Het derde en laatste seizoen van Café Corsari startte op 30 maart 2014. In dit seizoen had Café Corsari een nieuw decor en presenteerden Thomas en Freek niet meer samen, maar elk afwisselend om de week. De positie van Cath Luyten, die vertrok van VRT naar het productiehuis deMENSEN, werd opgevuld door diverse roulerende tafelgasten, waaronder Guga Baul, Lynn Wesenbeek, Sarah-Malin Gozin en Marc Coucke.
Van 1 april 2015 tot de laatste aflevering waren cabaretier Jan Jaap van der Wal, mentalist Gili, zanger Bent Van Looy en presentator Thomas Vanderveken de wekelijkse tafelgasten. Er waren geregeld speciale uitzendingen, waaronder Café Coucke (3 juni 2015), Café Courtois (17 juni 2015) en Café Werchter (25 juni 2015).